# Fotoelektrični pojav
Fotoelektrični pojav ali fotoefekt je fizikalni pojav, pri katerem elektromagnetno valovanje z dovolj kratko valovno dolžino (npr. v vidnem ali ultravijoličnem delu spektra) po navadi iz kovine izbije prevodniške elektrone. Sevanje z večjo valovno dolžino od mejne ne izbija elektronov, ker elektroni za premostitev vezi z atomi ne morejo pridobiti dovolj energije.
Opis fotoelektričnega pojava je pomagal premostiti težave delčnovalovne dualnosti, kjer se lahko fizikalni sistemi (kot so v tem primeru fotoni) obnašajo in kažejo obe značilnosti, valovno in delčno. Zamisel pojava se je porodila pri tvorcih kvantne mehanike. Matematično je fotoelektrični pojav opisal Albert Einstein leta 1905 v članku O nekem hevrističnem stališču, ki zadeva nastanek in spremembo svetlobe (v izvirniku Über einen die Erzeugung und Verwandlung des Lichtes betreffenden heuristischen Gesichtspunkt) na podlagi dela s področja kvantne mehanike Maxa Plancka.
Fotocelica je steklena bučka, iz katere je izsesan zrak; ima elektrodi: anodo in fotokatodo. Fotocelico vključimo v tokovni krog, v katerem sta še vir napetosti (okrog 100 V) in občutljiv merilec električnega toka) (mikroampermeter); anoda je priključena na pozitivni pol napetostnega vira, fotokatoda pa na negativnega. Svetloba obseva fotokatodo in izbija iz nje elektrone; fotokatoda je narejena iz kovine, ki ima majhno izstopno delo Ai (npr. iz alkalne kovine). Pozitivna anoda priteguje iz fotokatode izbite elektrone), skozi tokovni krog steče električni tok (t. i. fotoelektrični tok), ki ga meri vključeni mikroampermeter. Fotoelektrični tok je običajno zelo majhen, nekaj μA. Poskus pokaže, da je fotoelektrični tok pri določeni napetosti) in določeni vrsti (barvi) svetlobe tem večji, čim večji je energijski tok svetlobe, ki osvetljuje fotokatodo.

### Fotoelektrični tok
Fotoelektrični tok uporabljamo za merjenje energijskega toka vpadajoče svetlobe, tj. fotocelico uporabljamo za merjenje svetlobne energije (kot svetlomer). Fotocelico uporabljamo tudi, če želimo pretvarjati svetlobne signale v električne, npr. za predvajanje zvočnega zapisa s filma).

### Fotoni
Fotokatoda absorbira vpadlo svetlobno energijo. Del absorbirane svetlobne energije prejmejo nekateri elektroni iz površinskega sloja fotokatode; ti elektroni se sprostijo in izletijo iz fotokatode. Pri šibki osvetlitvi fotokatode je energijski tok vpadajoče svetlobe majhen. Vendar tudi šibka svetloba lahko izbije elektrone iz kovine praktično takoj po začetku obsvetljevanja., lahko pa se elektron izbije šele čez nekaj časa. Ta pojav se pojasni, če predpostavimo, da energija svetlobe prihaja v enakih paketih (t. i. kvantih) kot nekakšen curek energijskih kapelj. Vsak paket svetlobne energije posamično sodeluje z elektroni. Če energijski paket zadane ob elektron, izgine, njegovo energijo pa prejme zadeti elektron. Podobno je z energijo drugih elektromagnetnih valov.
Kvant energije svetlobe ali drugih elektromagnetnih valov se imenuje foton.

## Izstopno delo kovin (Ai)
| snov    | {\displaystyle A_{\rm {i}}\!\,} |
| ------- | ------------------------------- |
| platina | 5,36 eV                         |
| železo  | 4,63 eV                         |
| cink    | 4,27 eV                         |
| barij   | 2,52 eV                         |
| kalij   | 2,25 eV                         |
| cezij   | 1,94 eV                         |
| Ba0     | 1,00 eV                         |

## Matematični zapis
Odvisnost največje mogoče kinetične energije fotoelektronov Wk od frekvence vpadle svetlobe ν podaja Einsteinova enačba:
{\displaystyle W_{k}=h(\nu -\nu _{0})=h\nu -A_{\rm {i}}\!\,.}
Pri tem je h Planckova konstanta, hν0 pa izstopno delo.